# Töfrafoss
Der Töfrafoss oder Kringilsárfoss war ein Wasserfall im Osten von Island. 
Er ist am Westufer des Stausees Hálslón verschwunden, seitdem dieser seit Herbst 2006 aufgestaut wurde. Der Stausee gehört zum Kárahnjúkar-Kraftwerk. Der Wasserfall hatte eine Höhe von 24 m. Jetzt erhebt er sich nur noch bei niedrigem Wasserstand über das Wasser. Der Fluss Kringilsá fließt jetzt direkt in den Stausee, statt wie vorher in die Jökulsá á Brú.